# Carlos D'Ovidio
Carlos D'Ovidio (La Plata, n. ca. 1950) es un cantante de música folklórica de Argentina, que integró el Quinteto Vocal Tiempo, antecedente directo del grupo llamado Quinteto Tiempo desde 1972.

## Trayectoria
Carlos D'Ovidio integró durante entre 1968 y 1969 el Quinteto Vocal Tiempo, reemplazando a Miguel Ángel Coloma, integrándolo entonces junto con Alejandro Jáuregui, Eduardo Molina, Sara Masi y Guillermo Masi. El grupo fue fundado en 1966.
Entre las actuaciones en las que participó se destaca el espectáculo La Tercera Fundación de Buenos Aires, sobre textos de Armando Tejada Gómez, en el Teatro Ópera de La Plata y el debut del grupo en el Festival de Cosquín, el más importante de la música folklórica de Argentina, en enero de 1969. 
En 1969 dejó el grupo siendo reemplazado por Rodolfo Larumbe.